# Премия имени Д. Н. Прянишникова
Премия имени Д. Н. Прянишникова — премия, присуждаемая с 1996 года Российской академией наук за выдающиеся работы в области питания растений и применения удобрений. Названа в честь Дмитрия Николаевича Прянишникова, академика АН СССР (1929), ВАСХНИЛ (1935) и Французской академии наук, Героя Социалистического труда, основателя и директора ВНИИ удобрений и агропочвоведения им. Д. Н. Прянишникова.

## Список награждённых
| Год  | Лауреат премии               | За какие работы |
| ---- | ---------------------------- | --- |
| 2023 | Вячеслав Михайлович Семёнов  | За цикл работ «Экологическая агрохимия азота и углерода» |
| 2020 | Сергей Викторович Лукин      | За серию научных работ «Агрохимия чернозёмов Центрально-Чернозёмного района России» |
| 2017 | Геннадий Павлович Гамзиков   | За монографию «Агрохимия азота в агроценозах» |
| 2014 | Василий Григорьевич Минеев   | За серию работ «История и состояние агрохимии на рубеже XXI века» в трёх книгах и монографию «Агрохимия в Московском университете»                                                         |
| 2011 | Леонид Лазаревич Убугунов    | За серию работ «Плодородие почв, питание растений и применение удобрений в криоаридных условиях»                                                                                           |
| 2008 | Владимир Иванович Никитишен  | За цикл работ «Развитие эколого-агрохимических исследований в области воспроизводства плодородия почв, оптимизации минерального питания растений и сбалансированного применения удобрений» |
| 2005 | Валерий Николаевич Кудеяров  | За цикл работ «Агрохимичееские и экологические аспекты исследования круговорота азота и применения азотных удобрений»                                                                      |
| 1999 | Станислав Федорович Измайлов | За цикл работ «Пространственная организация азотного обмена в растениях» |
| 1996 | Олег Алексеевич Соколов      | За цикл работ «Регуляция круговорота веществ в агроэкосистемах с целью оптимизации качества возделываемых культур»                                                                         |